# Jumong (Fernsehserie)
Jumong (koreanisch 주몽) ist eine südkoreanische Fernsehserie, die von dem Sender MBC produziert wurde und vom 15. Mai 2006 bis 6. März 2007 in Südkorea erstausgestrahlt wurde.

## Handlung
Die Serie porträtiert das Leben von Dongmyeong, dem Gründer des Königreiches Goguryeo.

## Einschaltquoten
Mit Einschaltquoten von durchschnittlich 40,7 % Marktanteil war sie eine der erfolgreichsten Dramaserien in Südkorea.
Im Iran erreichte die Serie eine Einschaltquote von über 83 %.